# Caraclău, Bacău
Caraclău este un sat în comuna Bârsănești din județul Bacău, Moldova, România. La recensământul din 2002 avea o populație de 1.247 locuitori.